# Arisztosz (történetíró)
Arisztosz (i. e. 2. század) görög történetíró.

## Élete
Életéről mindössze annyit tudunk, hogy Nagy Sándor történetírója volt, s a ciprusi Szalamiszból származott. Munkája, amelyet annak hadjáratáról írt, elveszett. A műből sokat merített Sztrabón.